# جيرمي شيفيلد
جيرمي شيفيلد (بالإنجليزية: Jeremy Sheffield)‏ هو راقص باليه وممثل بريطاني، ولد في 17 مارس 1966 في المملكة المتحدة.

## أعمال

### أفلام
- (2004) كريب[4]

## وصلات خارجية
- جيرمي شيفيلد على موقع IMDb (الإنجليزية)
- جيرمي شيفيلد على موقع ألو سيني (الفرنسية)
- جيرمي شيفيلد على موقع أول موفي (الإنجليزية)
- جيرمي شيفيلد على موقع قاعدة بيانات الأفلام السويدية (السويدية)
- جيرمي شيفيلد على موقع إن إن دي بي (الإنجليزية)
- جيرمي شيفيلد على موقع قاعدة بيانات الفيلم (الإنجليزية)
- جيرمي شيفيلد على موقع كينوبويسك (الروسية)